# Kursächsische Postmeilensäule Oederan

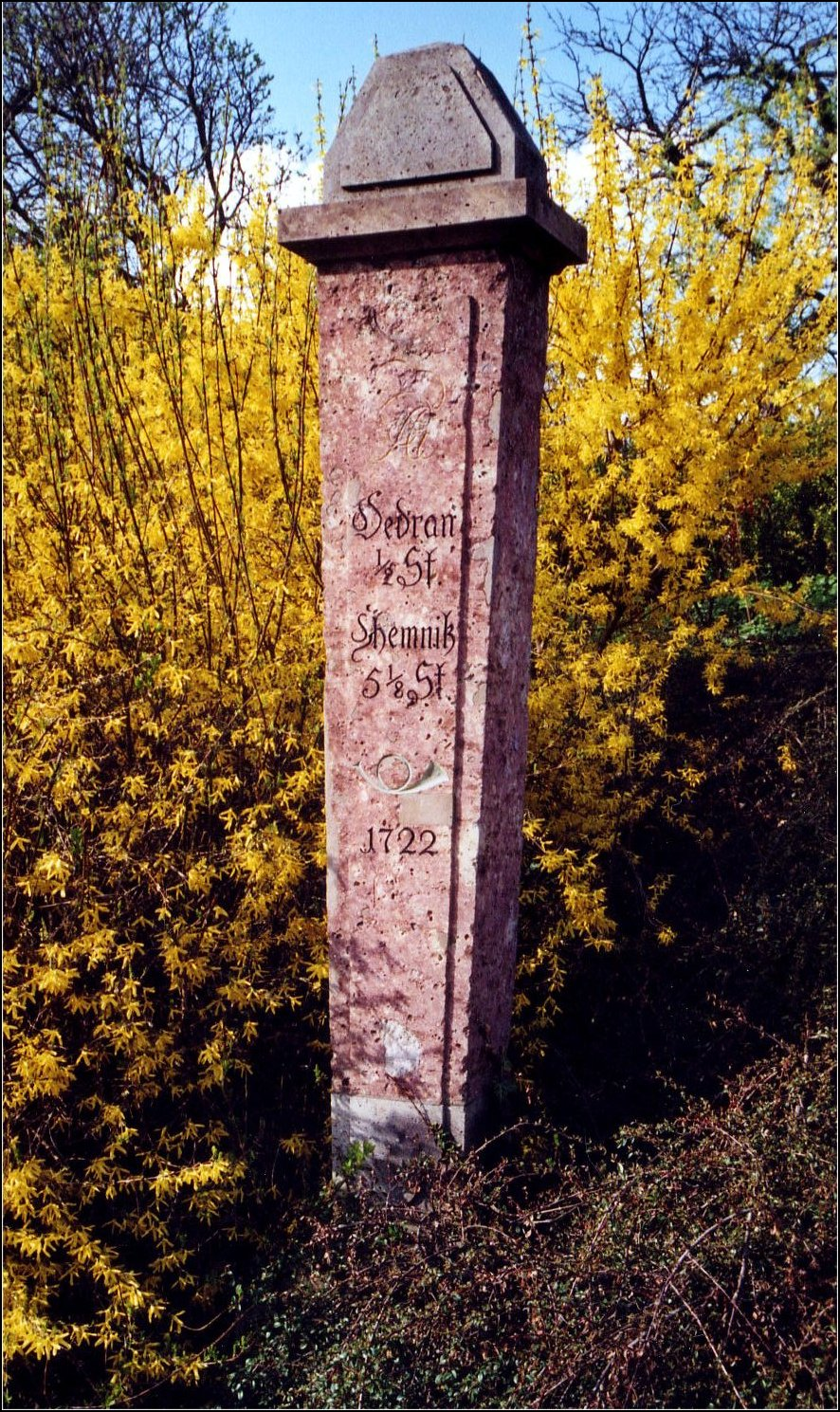
Halbmeilensäule in Oederan

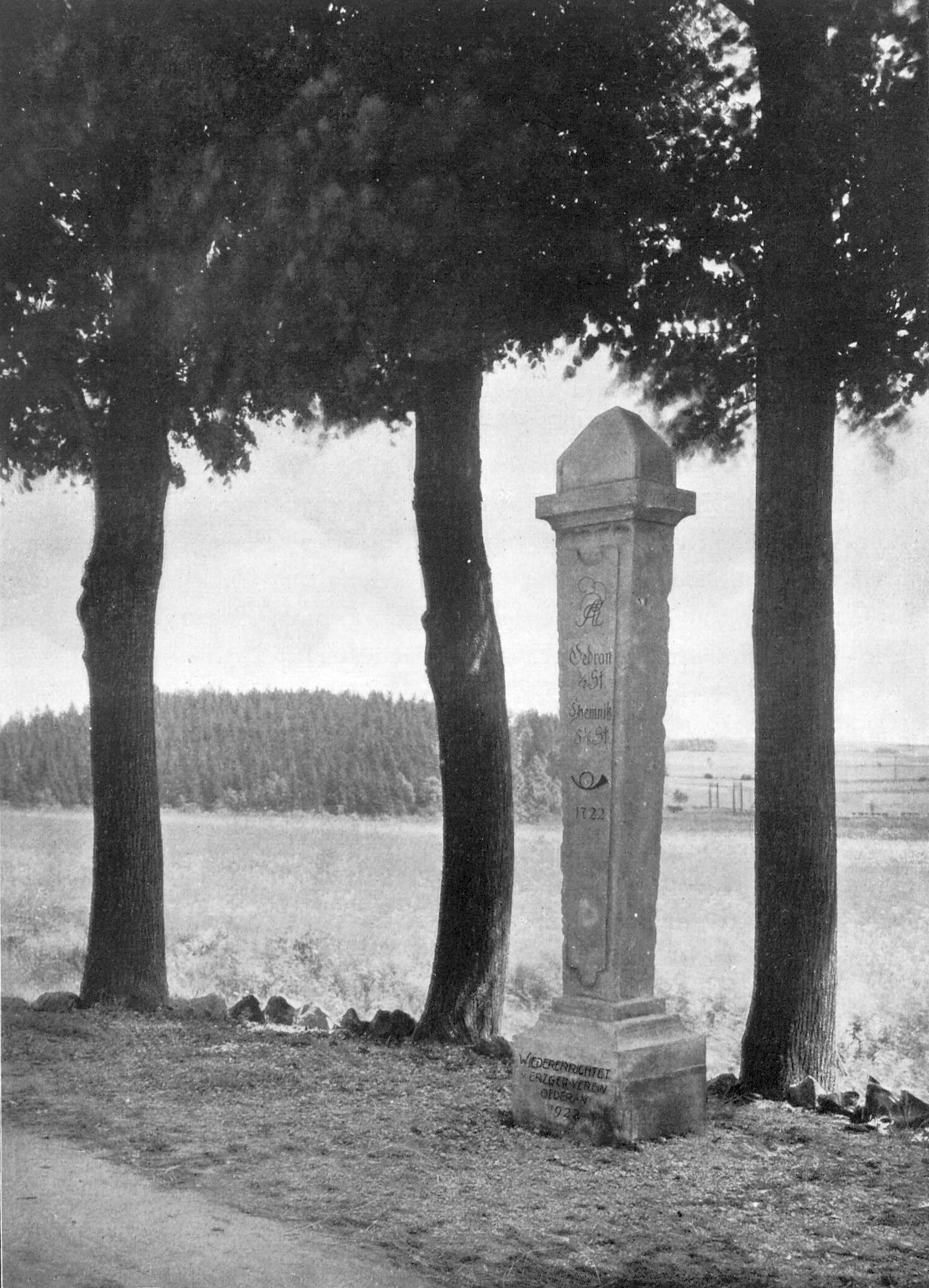
Ansicht um 1930

Die denkmalgeschützte kursächsische Postmeilensäule Oederan gehört zu den Postmeilensäulen, die im Auftrag des Kurfürsten Friedrich August I. von Sachsen durch den Land- und Grenzkommissar Adam Friedrich Zürner in der 1. Hälfte des 18. Jahrhunderts im Kurfürstentum Sachsen errichtet worden sind. Sie befindet sich an der Poststraße Dresden-Freiberg-Chemnitz-Zwickau-Hof im Zuge der Alten Frankenstraße an der Freiberger Straße in der sächsischen Kleinstadt Oederan im Landkreis Mittelsachsen. 

## Geschichte
Die Halbmeilensäule trägt die Jahreszahl 1722 und die Inschriften Oedran 1/2 St. bzw. Chemnitz 5 1/8 St. sowie die Reihennummer 22. Sie besteht aus Hilbersdorfer Porphyrtuff und stand einst vor Oederan, von Freiberg kommend, rechts der Straße. Der Schaft der Säule diente über mehrere Jahrzehnte als Steinbank am Schützenhaus an der Freiberger Straße in Oederan. Auf Anregung des Oederaner Architekten Richard Kempe wurde die Bank gedreht, dabei kamen Inschriften zum Vorschein. Nachdem das fehlende Kopf- und Fußstück ergänzt wurden, erfolgte 1922 die Wiederaufstellung am Schützenhaus und später die Umsetzung in die Stadtmitte. Die Säule ist nicht in Fahrtrichtung ausgerichtet und wächst immer mehr zu.